# もういっぽん!
『もういっぽん！』（“Ippon” again!）は、村岡ユウによる日本の漫画。『週刊少年チャンピオン』（秋田書店）において、2018年47号から2023年17号まで連載後、『マンガクロス』（同）に移籍して2023年4月6日から2024年5月16日まで連載された。埼玉県を舞台にした女子柔道漫画である。
『YAWARA!』（浦沢直樹）を始め著名な女子柔道漫画は主人公が英才教育を受けたものや天才的才能を持つものであることが多いが、本作の主人公・園田未知は、天才にはほど遠い平凡な実力の持ち主である。傾向としては男子柔道部を描いた『柔道部物語』（小林まこと）、薙刀部を描いた『あさひなぐ』（こざき亜衣）のようなリアルで等身大の登場人物による部活群像劇となる。また、主人公たちの通う高校は共学ではあるが、単行本1巻の時点では名前が明らかになった男子生徒は登場しておらず、恋愛の要素はない。このため、女子高生を主人公にしながらもさわやかな「王道の少年マンガ」であるとライターの伊藤和弘は指摘している。
次にくるマンガ大賞 2019にノミネートされた。
『週刊少年チャンピオン』2021年32号、および単行本13巻の装丁帯にてアニメ化決定が発表され、2023年1月9日から同年4月3日まで放映された（#テレビアニメ参照）。

## ストーリー

### 中学から高校入学まで
一本勝ちの快感のみを求めて柔道を続けてきた青葉中学3年園田未知。3年の大会を最後に綺麗に一本勝ちして柔道を引退するつもりだった。しかし、大会で当たった相手は見たこともない強敵で健闘空しく締め技で失神一本負けしてしまい、それが最後の試合になるはずだった。
敗戦から9か月。どうにか希望の青葉西高校に進学した未知は、恋に遊びに目一杯高校生活を満喫するつもりだったが、剣道部・南雲安奈の謀略で武道場に誘導され、そこで中学最後の試合で敗北を喫した氷浦永遠と再会する。柔道部入部を決めていた永遠の熱心な勧誘に期せずして乱取りを始めてしまった未知は、見事に永遠を背中から叩き付け、再び一本の快感に酔いしれる。未知の生き生きとした姿を見ていた親友の滝川早苗は再び柔道へと未知を誘うのだった。

### インターハイ予選
部員も未知・早苗・永遠の3人が揃い、顧問の体育教師夏目紫乃も加わり夏のインターハイ予選に向けて練習に余念がない青葉西高校柔道部。部活後にファミレスに訪れた3人の前に2年生の天音恵梨佳をエースに据える霞ヶ丘高校柔道部が現れる。天音は河北中での永遠の1年先輩で永遠を柔道に誘い指導し、そして実力をつけさせてレギュラーを争うまでになった永遠のライバルであった。そして迎えたレギュラー決定戦で天音を破りレギュラーを勝ち取った永遠であったが、ふとした誤解から天音の卒業と同時に疎遠になってしまっていた。天音は中堅でインターハイ予選に臨むことを永遠に告げ、その場を去る。
天音との再会後、調子の上がらない永遠を敏感に察して自分なりのやり方で励ます未知に笑顔と調子を取り戻した永遠。そして迎えたインターハイ団体戦予選では両校一回戦を突破して二回戦で青葉西と霞ヶ丘の直接対決が実現する。先鋒戦は霞ヶ丘の妹尾緑子が速攻の合わせ技一本で早苗を下し、天音と永遠の因縁の中堅戦に突入する。

### 新入部員 - 金鷲旗目指して
団体戦・個人戦共に惜しくもインターハイ全国大会出場を逃した青西。次なる大会、金鷲旗に向けて新たに始動するが同じくインターハイで剣道部を全国大会に導いた未知の幼馴染、南雲安奈が剣道部をやめると言い出す。最初は困惑するが中途半端な覚悟で安奈が途中で物事を投げ出すことはないと知る未知は安奈に電話して退部を受け入れる。すると次の日の部活の柔道場には安奈が正座で皆を待っていた。安奈は未知と同じ場所で頑張ってみたい、それができるのは高校3年間の今しかないと覚悟を決め剣道部を退部して柔道部に入部する決意をしたのだった。
安奈を加えた青西柔道部は5人の勝ち抜き制である金鷲旗に向けて練習を再開した。夏目は柔道初心者である安奈を大会に出すことを見送り、代わりにかつて廃部になるまでたった1人頑張っていた3年生・姫野紬を柔道部に勧誘することを決める。一方、青西と同じく金鷲旗出場を決めていた霞ヶ丘高校はインターハイ予選個人戦で優勝し全国大会出場を決めた天音のために3年の白石亜実が夏まで引退の延期を決意。さらに柔道経験者を新たに2人加えて部員を5人揃え、白石の提案で青西との合同練習に臨むことになった。

## 登場人物
声の項はテレビアニメ版の声優。

### 青葉西高校

#### 青葉西高校柔道部
園田未知（そのだ みち）
声 - 伊藤彩沙
主人公。青葉西高校・柔道部。青葉中学校出身。髪型はセミショートだが、試合時にはあたまのてっぺんをゴムで止める。
階級は48kg級。
誕生日は2月26日。
天真爛漫な性格で誰に対しても物怖じせず話しかけ、すぐに相手と打ち解けられる。基本空気を読まず口の多さから、騒がしいのが苦手な者には煙たがられることもあるが、相手の強さや努力は手放しで素直に認め褒め称えられる性格で周囲からは好かれている。小柄だが柔軟性と体幹の強さに富み、身体能力は高く反射神経も優れている一方で寝技は得意ではない。
梅原夏命名の異名は「一本みち」「ミラクル一本ミッチ」。
滝川早苗（たきがわ さなえ）
声 - 安齋由香里
青葉西高校・柔道部キャプテン。青葉中学校出身。
階級は57kg級。
誕生日は7月8日。
成績優秀で中学時には学年2位、高校に進んでも学年トップクラスを常にキープする才女。勉強の苦手な未知の教育係でもあり、基本空気を読まない未知に鋭くツッコむ数少ない人物。柔道は体力・技術共に平凡だが粘り強く寝技に引き込むのが得意。
金鷲旗からは柔道部キャプテンに就任する。一方で責任感のあまりプレッシャーには弱く、大会の試合前は何度もトイレに駆け込んでいた。
氷浦永遠（ひうら とわ）
声 - 三浦千幸
青葉西高校・柔道部のエース。河北中学校出身。中学では天音の後輩にあたる。
階級は52kg級。
誕生日は11月16日。
未知の中学最後の試合相手で、その時から未知に好意を持ち、私立高校の推薦を蹴って青葉西高校に入学した。
部員・夏目共に認める青西の大黒柱で、体は細いが対戦した未知もすぐに認めるほどフィジカルは強い。普段は口下手で引っ込み思案だが、柔道着を着ると別人のように表情が引き締まる。
未知の命名の異名は「埼玉1000%女王」。
南雲安奈（なぐも あんな）
声 - 稗田寧々
青葉西高校・柔道部。青葉中学校出身。太い眉毛にナチュラルブラウンのボブカット。警察官の父を持つ。
誕生日は2月25日。
未知とは小学校からの同級生で、付き合いは一番長い。剣道は小学校の時に全国大会へ出場する腕前で、高校でも剣道部に入部し、すぐにレギュラーとなり青西剣道部を全国大会出場に導いた。しかし、その後「未知と一緒に部活がしたい」という思いを捨てきれず、柔道部に転部する。
ことあるごとに「神童」を自称するが日々の努力を怠らず、学力、運動神経ともに優れている。柔道経験は皆無だったが、持ち前の身体能力の高さと努力で急成長し、高校1年の年明けの冬ごろに昇段試験に挑み、見事初段に合格。晴れて黒帯となった。
姫野紬（ひめの つむぎ）
声 - 永瀬アンナ
青葉西高校・柔道部。未知達の2学年先輩。パーマをかけたウェーブの髪を茶色に染めている。
未知達が入学・入部前に柔道部に所属していた。先輩の引退により部員が紬ひとりになり半ば引退して空いた時間をコンビニのバイトに充てていた。引退中もランニングを怠らず体力の維持に努めており、未知の生き生きとした乱取りを見て、そして中学時代の同級生である霞ヶ丘の白石が同じく未知との試合で引退を延期したことで気持ちを固め、残り少ない部活の時間を楽しむために再入部を決める。階級は57kg級で、夏目とほぼ同じ体格の長身。染髪は本来校則で禁止だが黒のウィッグを使って権藤の目をごまかすなど要領がいい。高校卒業後は東京の大学に進学して一人暮らしを始めており、学生生活を謳歌しながらも妹の梢を気にかけている。
誕生日は12月25日。
姫野梢（ひめの こずえ）
未知達の1学年下。青葉西高校・柔道部に入部。
姫野紬の妹で柔道経験者。姉・紬の卒業と入れ替わりで青葉西高校に入学する。これまでスポ少でしか柔道をしてこなかったが、高校入学前に初段を取得。
自分と異なり勉強以外は何でもこなしていつでも人の輪の中心にいた姉・紬にコンプレックスを持っており、未知にも姉と同じ雰囲気を感じて苦手意識を持つ。自身に劣等感を持ちながら、周りにはズケズケものを言い過ぎてしまい、自己嫌悪に陥ってしまうところがある。同期で入部した司の、物事を肯定的に捉える言動に支えられて、素直で無いながら周りを受け入れようとしていく。
先輩である姫野紬の妹であることと、フルネームの省略から、未知に「姫コ」とあだ名を付けられる。
高校総体県予選の個人戦では-48kg級にエントリー。
誕生日は12月24日。
司実（つかさ みのり）
未知達の1学年下。青葉西高校・柔道部に入部。
身長175cm、体重71kg前後。高校入学以前は女子相撲を経験しており、新聞記事に掲載されるなど注目されていた。しかし周りからの期待に流されズルズル続けていたことから、真剣にやっている者に失礼と感じ、高校入学以降は自分に正直に生きようとする。クォーターであり、ロシア人格闘家の祖父を持つ。
メイクアップ部の部活紹介にも感動し、柔道部とメイクアップ部の両方に入部し兼部する。
未知からは「ツカちゃん」の愛称で呼ばれる。
誕生日は5月24日。
梅原夏命名の異名は「ジャイアント・ライジング」。
夏目紫乃（なつめ しの）
声 - 内山夕実
長身の女性体育教師。柔道部顧問で、柔道は部の顧問になってから本格的に始めたので、初段でしかないが乱取りで永遠にも勝つ強さを見せる。力任せだけではなく頭脳的な柔道を身につけており、それは指導にも現れている。部員の性格や能力、影の努力を見逃さない慧眼の持ち主で、インターハイ予選一回戦では的確なアドバイスで早苗を勝利に導いている。一方、学生時代の経験から部員の安全や負傷には非常に神経質で、自身の不在時は乱取りを禁止したり初心者の安奈の金鷲旗出場を見送るなど厳格な面も持ち合わせる。出身高校は立川学園で、学生時代はバレーボールの選手だった。また立川学園在学中は在校男子生徒を差し置いて3年連続で「ミスター立学」に選ばれたこともある。
誕生日は4月23日。
小町縁（こまち ゆかり）
未知達の2学年下の新1年生。青葉西高校・柔道部にマネージャーとして入部。自身では一生懸命頑張るのが嫌いで向いていないと断言しているが、他の人が頑張っている姿を見るのが大好きで、周りからはドSと見做されている。しんどさや苦しさやキツさに折れずに頑張れる人として、特に姫コに注目して絡んでいる。
未知からは「コマちん」の愛称で呼ばれる。

#### 柔道部OG
葛城（かつらぎ）
青葉西高校柔道部のOG。未知達の3学年上の先輩。姫野紬の1学年上の先輩。さらにもう1学年上の先輩である喜多村と共に、紬とは交流を続けており、金鷲旗で奮戦する後輩達に紬が「青西OG応援団」としてLINEで送った応援の写真に共に写っている。高校生当時、3年生に進級した時点で柔道部を退いている。
喜多村（きたむら）
青葉西高校柔道部のOG。未知達の4学年上の先輩。姫野紬の2学年上の先輩。

#### 剣道部
佐野千草（さの ちぐさ）
声 - 立花日菜
剣道部所属。安奈の一番の理解者で「ナグ」「佐野ちゃん」と呼び合う仲。安奈が柔道部に入部したのも彼女の後押しあってのもの。金鷲旗と同時期同会場で開催される剣道大会・玉竜旗でお互いの健闘&応援を誓い合っている。聖条学園高校の望月志穂とは中学時代からの親友。
誕生日は3月12日。
志村（しむら）
未知達の2学年上の剣道部主将。色黒の男子で、眉毛が太く安奈とは「太眉同盟」を結んでおり、安奈が柔道部に去ってからも太眉同盟は永久に不滅を宣言している。
松原利恵子（まつばら りえこ）
未知達と同学年の代の女子剣道部主将。強く責任感もある存在。
志村鉄二（しむら てつじ）
未知達の1学年下の男子剣道部員。3学年上の主将であった志村と同姓で似た顔立ち。第101話にて、メイクアップ部でリップ赤すぎなメイクをしてきた司を見て、頬を赤め（一目惚れ?）ている描写がある。
篠原輪子（しのはら わこ）
未知達の2学年下の剣道部女子部員。佐野をレギュラー入りを脅かす強い一年生。部内ではワコちゃんと呼ばれる。純真ながら人を煽る言動も見受けられる性格。

#### メイクアップ部
会田信次（あいだ しんじ）
未知と同学年。女装系男子。文化祭の南雲のクラスで開催されたメイド喫茶ではメイドを束ねるリーダー兼プロデューサーを務めていた。2年生進級時に新設されたメイクアップ部では部長を務めている。柔道部とメイクアップ部を兼部している司の先輩。
澤部功（さわべ）
未知と同学年の男子。メイクアップ部ではスプラッターホラー系や異形クリーチャー系の特殊メイクを得意とする。ハリウッドへの留学が決まっている実力者。フルネーム初出は単行本15巻38ページ。
桃栗苺（ももくり いちご）
未知達の2学年下の新1年生。小町の友人。普段眼鏡を掛けているが、運動時には眼鏡を外している。
久保塚比呂（くぼつか ひろ）
未知達の2学年下の新1年生。小町の友人。会話は一語や一言での返答が多い。

#### 青葉西高校その他の人物
権藤薫（ごんどう かおる）
声 - 間宮康弘
ラグビー部顧問の体育教師。筋骨隆々の体格をした禿げ頭の巨漢で、ラグビー部を全国大会に導いている実力者。体育の指導と学校の風紀維持に並々ならぬ情熱を燃やし、学校中どこにでも現れる。その指導が時として行き過ぎ威圧的になってしまい、生徒達を怖がらせてしまうこともあるが、同じ体育教師である夏目に実力行使で指摘された際には頭を冷やし、生徒に素直に謝罪をしている。口癖の「なっとらん!」は生徒だけでなく、自身に向けても発せられる。大会前に負傷した運動部員を慰めたり、無理をさせないよう取り計らうなど生徒思いの一面も持つ。
伊集院雅（いじゅういん みやび）
青葉西高校購買部を切り盛りする女性。化粧が濃く派手で恰幅が良い。独特なネーミングながら生徒達に好評な各種パンを用意している。引っ込み思案な永遠にはこっそり別にパンを残しておく等、優しさも見せる。未知が怪我で試合に出られなくなり柔道部全体が落ち込んでいた際には1個多めのおまけのパンと共に励ましの言葉を送っている。また、第198話にて購買部の活動の一環として、料理教室を開催し生徒を募集している旨が、購買部のお知らせの貼り紙からうかがえる。

### 霞ヶ丘高校
天音恵梨佳（あまね えりか）
声 - 古賀葵
霞ヶ丘高校柔道部のエース。未知の1学年上。河北中学校出身。ツインテール。
階級は52kg級。河北中時代の永遠の1年先輩で、永遠とほぼ同じ体格。引っ込み思案な永遠を柔道部に誘い柔道を教え込んだ。部内で行われたレギュラー決定戦で成長した永遠に敗れ、中学の残りの部活を補欠に甘んじることになり、誤解も重なって両者に亀裂が生じる。プライドが高くやや高圧的な性格だが後輩の面倒見は非常によく特に妹尾からは慕われており、永遠が全国レベルの選手になれたのも彼女の指導あってのもの。永遠とほぼ袂を分かつように卒業を迎え霞ヶ丘高校に進学したが、インターハイ団体戦予選では永遠と対戦し、試合後は互いに健闘を讃えた上で過去の誤解を謝罪して和解した後は良き友人でありライバルとなる。
高校卒業後は、平成武道大学に進学する。
妹尾緑子（せのお みどりこ）
声 - 長縄まりあ
霞ヶ丘高校・柔道部。未知の同学年。天然パーマをお団子にまとめた少女。
階級は48kg級。未知よりもさらに小柄な体格でそれを利した低い背負い投げや足技を得意とし、速攻重視の試合運びをする。1年先輩の天音を「天（あま）ねーさん」と呼び慕っている。周りが見えずやや突っ走りがちな性格で天音と白石によく窘められるが、柔道の実力は確か。初対面時自分がファミレスで注文したフルーツパフェを、間違って口にした未知を「パフェ泥棒」と呼び、目の敵にしていたが合同練習の際に真摯な態度で教えを請う未知に小柄な体格同士、背負い投げに入る手順を授ける。蒼、金太郎、茜、という弟妹がいる。個人戦は48kg級3位入賞。
白石亜実（しらいし あみ）
声 - 小原好美
霞ヶ丘高校・柔道部。未知の2学年上。南中出身。ショートカット。
階級は57kg級。霞ヶ丘柔道部キャプテン。温和な性格でやや尖った性格の後輩2人のまとめ役。体格は3人の中で一番大きいが緊張しやすい性質でインターハイ団体戦予選前は早苗と共に度々トイレに駆け込んでいる。元々霞ヶ丘柔道部は男子が強く、顧問も男子重視で指導していたが天音が入部してからは女子柔道部にも活気が出てきて自身も強くなれたことを天音に深く感謝していた。インターハイを最後に引退を決めていたが、団体戦大将戦で未知と対戦し、何よりも楽しそうに攻めてくる未知の柔道に魅了され、さらに天音が個人戦予選に優勝し全国大会出場を決めると引退を撤回。金鷲旗に出場し、インターハイ全国大会が終わる夏までは柔道を続けると決めた。派手さはないが霞ヶ丘顧問も認めるほど組手が上手く、返し技に長ける試合巧者。紬とは中学時代の同級生でLINEで連絡を取り合う仲。個人戦は57kg級ベスト8。
誕生日は12月3日。
神野睦実（じんの むつみ）
声 - 北原沙弥香
金鷲旗前からの新入部員の未知の同学年、柔道経験者。黒髪セミロング、背が高く切れ長な目が特徴。早苗と同じ学習塾にも通っている。
梅原夏命名の異名は「霞柱」。
多聞若菜（たもん わかな）
声 - 佐伯伊織
金鷲旗前からの新入部員の未知の同学年、柔道経験者。金髪セミショートに眼鏡をかけている。
伊吹景（いぶき けい）
未知の1学年年下。他者に対し傲岸な態度で接し、身長も態度もデカいと未知から評される。霞ヶ丘のメンバーからはイブのあだ名で呼ばれている。高校総体埼玉県予選の団体戦では、エースの天音を温存したスターティングメンバーとして1回戦に大将で出場。
梅原夏命名の異名は「埼玉の狼」。
里見空（さとみ そら）
未知の2学年年下。小学生のころから柔道をやっており、小学生時代は未知と同じ道場に通っていた。30話・単行本4巻P.112では未知と同じ道場に通っている姿が描写されている。中学時代は河北中学に通い柔道部に所属し、永遠や天音の後輩に当たる。インターハイ予選埼玉県大会時には、凄さを表現する際にマックスボンバーというオリジナル語彙を気に入って頻繁に使用していた。インターハイ予選後は、DX（デラックス）という語彙をマイブームにしている。
御船（みふね）
未知の2学年年下。霞ヶ丘の東体大栄との合同練習に際し、「楽しみです」「切磋琢磨し合えるのはとても健全で素敵なこと」、と前向きで優等生的な発言を述べている。
熊切（くまきり）
霞ヶ丘高校・柔道部顧問の先生。

### 博多南高校
金鷲旗で青西柔道部と1回戦で対戦する。かつては強豪校であったが、近年は成績を残しておらず青西同様に部員数も足りていない。
湊幸（みなと さち）
声 - 夜道雪
博多南高校・柔道部。未知の同学年。福岡県大会3位の実力。仲間内では「さっちゃん」と呼ばれる。金鷲旗の試合会場に向かう青葉西メンバーを道案内したことから、親しくなる。
梅原夏命名の異名は「剛よく柔を制す」。
野木坂琴子（のぎさか ことこ）
声 - 長谷川育美
博多南高校・柔道部。未知の同学年。仲間内では「こっちゃん」と呼ばれる。実家はラーメン屋「こっちゃんラーメン」。寝技を得意とし、梅原による異名は、次々抑え込みのおかわりする「替え玉女王」。
梅原夏（うめはら なつ）
声 - 加隈亜衣
博多南高校・柔道部。未知の同学年。キャプテン。柔道マニアで情報通。他校の有力選手には独自の二つ名を付けてチェックしている。仲間内では「なっちゃん」と呼ばれる。
五郎丸冴（ごろうまる さえ）
未知の1学年年下。インターハイ予選福岡県大会から活躍し、博多南高校の福岡3位入賞に貢献する。未知からは「丸ちゃん」と呼ばれる。そのハイテンションな性格故に、五郎丸が加わって以降の博多南メンバーの描かれるコマには独自の背景トーンが掛かることが多い。
伊達真澄（だて ますみ）
未知の2学年年下。人々の記憶に残る、無名であった和嘉松商が強豪を破り全国優勝した「奇跡の夏」の立役者・伊達の娘。

### 錦山高校
未知達が参加した1年目の金鷲旗で、青西柔道部と2回戦で対戦する山口県の高校。村岡が以前に『ビッグコミックスピリッツ』で連載していた高校柔道漫画『むねあつ』に主人公の通う同名高校が登場している。また同様に作者村岡が『ヤングジャンプ』で連載していた漫画『馬鹿者のすべて』作中での主人公の母校の外観が『むねあつ』の錦山高校と同じものとなっている。所属選手の手塚、蒼井、里山のフルネームの初出はアニメ10話のエンディングスタッフロールにて判明。
堂本恵（どうもと めぐみ）
声 - ファイルーズあい
ポイントゲッター。未知の2学年上。金鷲旗では中堅にエントリーしていた。山口県大会個人戦78キロ超級2年連続2位の実力者。高校卒業後は日明館大学に進学している。
小出寧々（こいで ねね）
声 - 根本京里
未知の1学年上。金鷲旗では2年連続で大将にエントリー。堂本と並ぶ錦山高校の二枚看板で、インターハイ予選山口県大会団体戦で全試合一本勝ちしている「スピード」のエース。普段はおどおどしてるが「はじめ」の合図で豹変する。
手塚誉（てづか ほまれ）
声 - 岩橋由佳
未知の1学年上。未知達が1年目に参加した金鷲旗では先鋒にエントリーしており、2年目の金鷲旗では次鋒にエントリーしている。
蒼井沙也加（あおい さやか）
声 - 河村梨恵
未知の2学年上。未知達が1年目に参加した金鷲旗では次鋒にエントリー。
里山可奈（さとやま かな）
声 - 小鹿なお
未知の2学年上。未知達が1年目に参加した金鷲旗では副将にエントリー。
堂本蕾（どうもと つぼみ）
未知の1学年下。堂本恵の妹。未知達が2年目に出場した金鷲旗大会で、3回戦で対・聖条学園高校との対戦において、錦山高校の中堅で出場。作中3年目の金鷲旗大会では先鋒で出場。初戦1回戦では5人抜きを達成している。得意技は両足で相手をコントロールする巴投げ。インターハイ山口県予選48kg級チャンピオン。先輩の楮原からは「コメグ」と呼ばれている。
楮原巫女都（かごはら みこと）
未知の同学年。作中2年目の金鷲旗大会では副将で出場。作中3年目の金鷲旗大会ではキャプテンとして大将で出場。
佐々（ささ）
未知の同学年。作中2年目の金鷲旗大会では先鋒で出場。作中3年目の金鷲旗大会では戦力温存のためか、試合会場では補欠としてマネージャー的な活動を通し皆の精神的支柱となる。
高宮牡丹（たかみや ぼたん）
未知の2学年下。作中3年目の金鷲旗大会では次鋒で出場。自身は軽量級ながら重量級を好きな体型と豪語し、チームメイトからは重量級ハンターと呼ばれる。
加瀬礼果（かせ れいか）
未知の2学年下。作中3年目の金鷲旗大会では中堅で出場。柔道スタイルは危なっかしい攻め方で荒々しすぎてアクシデントが多く、相手をしっかりした組み手にさせてくれないラフプレイヤー。
城定芹香（じょうじょう せりか）
未知の2学年下。作中3年目の金鷲旗大会では副将で出場。山口県78kg超級チャンピオンの実力者。チームメイトからは「おジョー」のニックネームで呼ばれる。

### 立川学園
金鷲旗で青西柔道部と3回戦で対戦する。昨年度金鷲旗の優勝校であり、優勝候補と呼ばれる。夏目の母校でもある。村岡が以前に『週刊少年チャンピオン』で連載していた高校柔道漫画『ウチコミ!!』にも同名高校が登場している。
小田桐華（おだぎり はな）
声 - 大西沙織
未知の同学年。作中1年目の金鷲旗大会では先鋒に抜擢され、シード2回戦では5人抜きを果たす。埼玉県出身で、犬威先生からは実績よりもその負けん気の強さとそこからの成長の期待を買われて立川学園にスカウトされた。同じ埼玉県出身の強者達の永遠、天音、雨宮達とは中学時代に因縁がある。
梅原夏命名の異名は「最強の雑草魂」。
富士森蘭（ふじもり らん）
声 - 杉山里穂
未知の2学年上。昨年度インターハイ78キロ超級優勝者。全日本の強化指定選手にも選ばれている。博多南の梅原からは「柔戦車」の二つ名で呼ばれ、青葉西メンバーからは「キングコング」と呼ばれてその実力を恐れられる。高校卒業後は日明館大学に進学している。
榊原真帆（さかきばら まほ）
声 - 松嵜麗
キャプテン。未知の2学年上。昨年度インターハイ63キロ級決勝では骨折していたにも関わらず、延長戦まで戦い抜いた。博多南の梅原からは「畳の鬼」の二つ名で呼ばれる。高校卒業後は日明館大学に進学している。
真島光（まじま ひかる）
声 - 石上静香
昨年の金鷲旗優勝の立役者と呼ばれる。未知の1学年上。博多南の梅原からは「技のジャングル」の二つ名で呼ばれる。大阪出身。高校卒業後は日明館大学に進学している。
葉月優里（はづき ゆうり）
声 - 宮本侑芽
未知の1学年上。寝技を得意とする。博多南の梅原からは「武道場のアナコンダ」の二つ名で呼ばれる。高校卒業後は東体大学に進学している。
エマ・デュラン
声 - 関根明良
フランスからの留学生。未知の同学年。青西戦で真島に代わって出場してくる。全国最強の立川学園黄金世代にあって一年生の夏の時点で最強の実力者とされている。
梅原夏命名の異名は「スマイルモンスター」。
綾瀬鈴（あやせ すず）
声 - 鈴代紗弓
未知の1学年上。金鷲旗大会において榊原、エマを温存するスターティングメンバーとして中堅に出場。富士森・榊原世代の引退後に新キャプテンに就任する。立学史上唯一のスカウト入学ではない一般部員からのキャプテンで、その人一倍の努力と懸命さ、辛抱強い柔道には顧問やチームメイトからの信頼が厚い。
常盤愛（ときわ あい）
未知の1学年下。通称「ラブ」。小田桐を脅かす実力を持つ。各学校の顧問からも注目され、「イキのいい1年」「面白い子」等と称される。色々な国を渡り歩き各国の人と柔道をしていることを言及されている。
須藤真弓（すどう まゆみ）
未知の同学年。クリスマスイブの青葉西高校との合同練習で行われた、試合形式の対戦でのラスト一巡では主審をやっていた。2年目の金鷲旗ではスターティングメンバーとして副将に出場。綾瀬からはスーちゃんのニックネームで呼ばれる。夏の大会が終わり綾瀬達の代の引退以降、綾瀬からの指名で新キャプテンに就任する。
吾妻美幸（あづま みゆき）
未知の1学年上。作中2年目の金鷲旗大会では葉月を温存したスターティングメンバーとして次鋒で出場。
高校卒業後は眼鏡を掛けている。
桜井
未知達の同学年の立川学園柔道部員。
本庄（ほんじょう）
未知達の同学年の立川学園柔道部員。関西弁を使う。第81話における青葉西との練習試合の対戦表では黒板に「本条」の名前で表記されていたが、第246話においては「本庄」と表記されている。
小野つくし（おの つくし）
未知達の同学年の立川学園柔道部マネージャー。犬威先生と連れ立って、他県の大会の偵察にも赴く。エマの回想では、入学時には黒帯を巻いた段持ちの選手だったことが描かれている。東体大栄の菊田菫と同じ、貫伊中学校出身。
火室太鳳（ひむろ たお）
未知達の1学年下。高校選手権個人戦では、無差別級の東京3位の実力。
石神純（いしがみじゅん）
未知達の1学年下。高校選手権個人戦では、-48kg級東京3位の実力。
富士森蓮（ふじもり れん）
未知達の2学年下。「柔戦車」富士森蘭の妹。
榊原瑠衣（さかきばら るい）
未知達の2学年下。「畳の鬼」榊原真帆の妹。足立学院の瓜生が語る「軽量級に集まっている凄い1年生」の一人。
羽多野（はたの）
未知達の2学年下。
尾関（おぜき）
未知達の2学年下。
犬威凛架（いぬい りんか）
声 - 赤﨑千夏
立川学園柔道部顧問。夏目の後輩でもあり、夏目を慕っている。
磯山元太（いそやま げんた）
立川学園の体育部総合部長。小田桐の武者修行の旅の引率として同行する。

### 聖条学園高校
日本でも有数のお嬢様学校。柔道部も埼玉県1位でインターハイ3年連続出場、高校選手権2年連続出場、埼玉県新人戦2年連続優勝の経歴を持つ。黄金世代と呼ばれた学年のレギュラーが引退し、部員数が聖条史上最少になった新チームは評論家からは「谷間の世代」と呼ばれながらも、先輩たちの悲願である日本一を目指す。
九条真理愛（くじょう まりあ）
未知の1学年上。キャプテン。聖条学園経営者の家系で生粋のお嬢様育ち。キャプテンに就任しての初参加の大会であった新人戦での苦い経験からも挫けることなく、絶えまぬ修練を続け、聖条学園を高校選手権県大会・全国大会や金鷲旗、インターハイ県大会・全国大会での活躍に導く。博多南の梅原からは「逆襲のお嬢様」の異名で呼ばれる。高校卒業後は、聖条と提携している中国の大学に進学。更には高等部の柔道部（上海柔道館）のコーチを務める。
青西柔道部からは、九条グループが商業展開しているカフェレストランのマリアーノと掛けて、マリアーノお嬢様とも呼ばれる。
雨宮凛（あまみや りん）
未知と同学年。小中学生時代埼玉に敵なしと評されたエース。雨宮コーチの娘。作中2年目の金鷲旗大会以降、真理愛の後を継いで新キャプテンに就任する。博多南の梅原からは「秩父の鷹」の異名で呼ばれる。
望月志穂（もちづき しほ）
未知と同学年。青葉西高剣道部の佐野と同じ中学出身の友人。礼節を重んじる聖条メンバーの中でもくだけた性格。
香坂操（こうさか みさお）
未知の1学年上。高慢な言動をしがちな同期の真理愛の抑え役。
鐵真央（くろがね まお）
未知の同学年。-48kg級の実力者。
樹崎優子（きさき ゆうこ）
未知の1学年下。真理愛の上の代の聖条高校柔道部・黄金世代のキャプテンの妹。
綿矢（わたや）
未知の2学年下。中国語も話せ、チュンチュンに中国語で話しかけている。
大福（だいふく）
未知の2学年下。柔道は未経験者の白帯。元々茶道部志望であったが、通学時の電車内で隣の座席に座っていた志穂にスカウトされ、痩せることを目的に柔道部に入部。茶道部と兼部する。
王 チュンチュン
未知の2学年下。聖条と提携している中国の大学の高等部からの留学生。日本人に気を許しておらず、日本語を話せない振りをしている。
樹崎聖子（きさき せいこ）
未知の2学年上の世代の聖条学園柔道部のキャプテン。樹崎優子の3学年上の姉。数々の大会で聖条学園の数年連続での埼玉県大会優勝、全国大会出場と全国での活躍を成し、聖条学園常勝の「黄金世代」をキャプテンとして引き継ぎ率い築いた。柔道の強さのみでなく、聖条学園の校風でもある「慈愛」「礼節」「謙虚」を自ら体現したような性格で、引退後も真理愛達の目標となり、また交流を続けている。
雨宮コーチ
聖条学園柔道部コーチ。凛の父。聖条のコーチを10年務め埼玉県1位のチームを育て続けてきた。娘の凛の強さには自信を持っている。

### 東体大栄高校
埼玉県の柔道強豪校で、聖条学園と並ぶ埼玉県新人戦大会団体戦の優勝候補校。作中で全国2位を経験するが、練習量では日本一位とも言われる強豪校。
政所ジェシー（まんどころ ジェシー）
未知の1学年上。ポイントゲッター。関東大会では立川学園の冨士森に競り勝っている実力者。新人戦では先鋒に出場。高校卒業後は東体大学に進学している。
檀乙女（だん おとめ）
未知の1学年上。中学時代の山梨県チャンピオン。新人戦では中堅に出場。2年時の個人戦では-78kg級で全国3位になっており、3年時の高校総体埼玉県予選団体戦では大将で出場。高校卒業後は東体大学に進学している。
曽我胡桃（そが くるみ）
キャプテン。未知の1学年上。70キロ級インターハイ代表。新人戦では大将に出場。高校総体埼玉県予選の団体戦では戦力温存されスターティングメンバーから外れている。
矢城美礼（やしろ みれい）
未知の1学年上。-52キロ級インターハイ県予選3位。高校選手権県予選でも-52キロ級で準決勝に進出し天音と対戦する。3年時の高校総体埼玉県予選の団体戦ではスターティングメンバーとして中堅に出場。左組みの相手を得意としており、2年時の金鷲旗大会では快進撃を続けていた立川学園のエマを止めている。高校卒業後は東体大学に進学している。
小鳥遊涼（たかなし りょう）
未知の1学年下。中学時代の-44kg級山梨チャンピオン。高校総体県予選の団体戦ではスターティングメンバーとして先鋒で出場し、1回戦では秒殺試合をしその実力を示す。かつて姫野梢相手に5秒の秒殺試合を決めており、梢にトラウマを与えている。高校総体県予選の個人戦では-48kg級にエントリー。
未知命名の異名は「あいの女」。
七海蛍（ななみ ほたる）
未知の1学年下。中学時代の-57kg級埼玉チャンピオン。同期の小鳥遊からはナナと呼ばれる。高校総体県予選の個人戦でも-57kg級にエントリーするがベスト8どまりの成績に終わる。ゴールデンウィークに行われた高校最初の団体戦での初試合がトラウマとなっており、勝たなければまずいと固くなってしまい、試合では実力が出せなくなっていた。「ナナメンタル強化合同練習」と称して青葉西との合同練習を小鳥遊からセッティングしてもらう。賑やかな場が苦手な青葉西の姫コとは同じ匂いを嗅ぎとりシンパシーを感じて親しくなる。試合では消極的姿勢による「指導」3つでの反則負けになりがちだが、投げられての一本負けはほぼない。重くて柔らかい下半身での「受け」の強さは東体大栄チーム随一で、練習の時のように思いきりのいい技が出せるかどうかだけ、と評される。「何を言われてもプレッシャーに感じちゃう子」「ネガティブというより優しすぎる」と姫コからも評され、栄のチームメイトからも心配しプレッシャーを与えないように内面では強く応援されている。
梅原夏命名の異名は「下半身女王」。
早川京（はやかわ きょう）
未知の1学年上。高校総体県予選の個人戦で-52kg級にエントリーし優勝する。
小峰多江（こみね たえ）
未知の1学年上。高校総体県予選の個人戦で-48kg級にエントリーし優勝する。
草野（くさの）
未知の1学年上。高校総体県予選の個人戦で-63kg級にエントリーし準優勝する。
三波（みなみ）
姫野紬が2年生当時、退部を決めて最後の試合として個人戦の3回戦で戦った-57kg級の選手。単行本4巻P.35においては別の名前で描かれていたが、単行本6巻P.80・P.87のトーナメント表、及びアニメ7話において東体大栄の三波として描かれている。
斉藤（さいとう）
作中1年目の金鷲旗大会での準々決勝、対立川学園戦の先鋒に出場。未知の2つ上の学年か、同学年の後の退部者かは作中では不明。
菊田菫（きくた すみれ）
未知の同学年。2年生進級前に柔道部を退部した部員の一人。監督の狩間（兄）が退任となり自身が3年に進級した際に、柔道部に戻り、選手としてではなくマネージャーとして東体大栄の柔道部を支える選択をする。退部前の1年生時には栄と青葉西は新人戦で対戦しているが、菊田自身は青葉西に柔道部があることを出戻りの3年時まで知らなかった。立川学園の小野つくしと同じ、貫伊中学校出身。
曽我燕（そが つばめ）
未知の2学年下。曽我胡桃の3歳年下の妹。中学時代には-44kg級で二度全国2位になっている実力者。
穂高（ほだか）
未知の2学年年下。同学年の曽我燕の姉である、入れ違いで引退し卒業した3学年上のOG曽我胡桃の写真を見て「おっきい燕ちゃん」と感想を持つ。
村雨（むらさめ）
未知の2学年年下。57kg級全国トップの実力者である足立学院の雲雀とほぼ同体格であり、青葉西の永遠に雲雀対策の練習相手を頼まれる。
狩間（かるま）（兄）
東体大栄高校の監督で顧問の先生。曽我達の代を必ず日本一にしてやりたいと、チーム全員に厳しい指導をしていた。しかし他の生徒達の疲弊した気持ちに気付かず、曽我の代や小鳥遊の代の間の学年で入部していた4人全員が、2年生になる直前に辞めてしまうことになる。そのことへの後悔と反省から生徒達の要望に出来る限りこたえてやりたいと考えを改めるようになる。人一倍優しく結果を出せずにいる七海をうまく導けずにいることも気に掛けている。
狩間（かるま）（弟）
東体大栄高校の前監督の狩間の弟。退任した兄に代わり新たに東体大栄の監督となる。兄と似た容姿に体格だが、兄と異なり性格は謙虚で控え目。

### 紗山商業高校
個人戦メインで以前の県新人戦と高校選手権県予選に出場。顧問の楠先生の尽力により、榛原が3年生になった年には2人の新1年生の入部があり、団体戦を組めるようになった。榛原卒業後の作中3年目にも更に新たに2名の新入部員がおり、引き続き団体戦に出場し着々と実力を付けている。初心者の千鳥には無理をさせないため、レギュラー3人でのオーダーではあるが、作中3年目の金鷲旗にも出場を果たす。
榛原佳音（はいばら かのん）
未知の1学年上。高校選手権埼玉県予選の個人戦-52kg級エントリー。県新人戦で団体戦の組めない学校の選手のみで行われた個人戦-52㎏級準優勝者。寝技を得意としている。打倒天音恵梨佳を目標に、部員一人の柔道部で、柔道素人の女顧問の楠先生に支えられながら勝利を目指す。3年に進級した際に新1年生の新入部員が2名入り、悲願の団体戦に初出場し、団体戦での初勝利を経験する。
高校卒業後は紗山市役所に就職。
楠伊織（くすのき いおり）
紗山商業高校の女性教師で柔道部顧問。柔道に関しては素人ながらも一生懸命な性格で、一人部員の榛原を献身に支える。榛原の進級の際には新入部員の勧誘に尽力し、団体戦を組めるチーム作りを果たす。
朝比奈桜（あさひな さくら）
未知の1学年年下。3年生となった榛原と共に団体戦を組めるメンバーとなる。
寺嶋柚希（てらしま ゆずき）
未知の1学年年下。3年生となった榛原と共に団体戦を組めるメンバーとなる。
金剛寺輝（こんごうじ あきら）
未知の2学年年下。期待の重量級ルーキー。2年生となった朝比奈と寺嶋と共に団体戦のメンバーとなる。
千鳥弥生（ちどり やよい）
未知の2学年年下。小柄な白帯。

### 修鳴女学院高校
福岡県の女子高校。インターハイ予選福岡県大会では博多南高校と同位の福岡県3位に入賞している。未知が2年時の金鷲旗大会の1回戦で青葉西高校と対戦する。
嬉野仁子（うれしの にこ）
未知と同学年。修鳴女学院のエース。自身のユーチューブのチャンネル「ニコちゃんねる」を開設しており、「JJK（柔道女子高生）ユーチューバー」を名乗っている。インターハイ福岡予選の個人戦では-52㎏級に出場し、準決勝で東体大福岡高校の砲塚を破り福岡2位になっている。博多南の梅原による異名は「博多ギラギラ（炎上）系Youtuber」。作中2年目の金鷲旗では先鋒で出場。3年目の金鷲旗では大将で出場。
小石川智子（こいしかわ ともこ）
未知と同学年。仁子の親友で「チコ」のあだ名で呼ばれている。これまで目立った戦績を残してこなかったが、初めて出場する地元での全国大会となる金鷲旗大会で思わぬ変化をすることになる。初出場の作中2年目金鷲旗では大将で出場。3年目の金鷲旗では副将で出場。
山越和（やまごし のどか）
未知の1学年年上。仁子や智子の先輩。作中2年目の金鷲旗大会では中堅で出場する。
飯星雛（いいぼし ひな）
未知の1学年年下。仁子や智子の後輩。金鷲旗大会では2大会連続で次鋒で出場する。
英律希（はなぶさ りつき）
未知の1学年年下。仁子や智子の後輩。作中2年目の金鷲旗大会では副将で出場。3年目の金鷲旗では先鋒で出場。
山越（やまごし）
未知の2学年年下。3学年年上の山越和の妹。作中3年目の金鷲旗では温存要員で途中交代し中堅で出場。

### オアフ柔道クラブ
ハワイから金鷲旗大会に参加のチーム。未知が2年生時の金鷲旗大会2回戦で青葉西高校と対戦する。
出場メンバーはナイア・リー（大将）、モアナ・アティサノエ（副将）、カカリナ・ワング（中堅）、サリナス（次鋒）、キム（先鋒）。

### 東体大福岡高校
全国上位の柔道強豪校。未知が1年時の金鷲旗大会では準優勝している。インターハイ予選では3位の成績の博多南高校にも完勝している。埼玉県強豪校の東体大栄高校をしても勝ったことがないと言わしめる存在。
野々宮嗣美（ののみや つぐみ）
未知の1学年年上。東体大福岡のキャプテンで個人戦78㎏超級王者の重量級エース。金鷲旗大会には未知が1年で参加した大会では副将で出場し、次年は大将で出場。父が力士であり、自身も相撲の技についての造詣も深い。高校卒業後は東体大学に進学している。
黒田（くろだ）
金鷲旗大会で未知が1年で参加した大会では中堅で出場し、次年の大会では副将で出場。高校卒業後は東体大学に進学している。
志摩（しま）（姉）
金鷲旗大会で未知が1年で参加した大会では、エースを温存したスターティングメンバ―の大将として出場し、次年の大会では次鋒で出場。高校卒業後は東体大学に進学している。
多々良（たたら）
未知の1学年年下。全国2位の東体大福岡で1年生レギュラー。博多南の梅原からは「小さな巨人」の異名で呼ばれる。東体大福岡・柔道部仲間内では「タラちゃん」と呼ばれる。金鷲旗大会では先鋒で出場。
砲塚（ほうつか）
未知の1学年年下。博多南の梅原からは「北九州の鉄砲玉」の異名で呼ばれる。インターハイ福岡県予選個人戦-52㎏級では修鳴女学院の嬉野仁子とも対戦している。金鷲旗大会では中堅で出場。
志摩（しま）（妹）

### 政風高校
愛知県の高校。
轟（とどろき）
未知達が2年目に出場した金鷲旗大会で、3回戦で対・東体大栄高校との対戦において先鋒で出場。中学時代に個人戦全国3位になっている。単行本6巻51話p.179に、かつて中学時代の全国大会で永遠を破り勝利した森園中学の轟の名が書かれているが、同一人物かは不明。

### 武蔵原高校
東京の高校。未知達が2年目に出場した金鷲旗大会で、3回戦で霞ヶ丘高校と対戦している。村岡が以前に『週刊少年チャンピオン』で連載していた高校柔道漫画『ウチコミ!!』に主人公の通う同名高校が登場している。出場メンバーは、志々目（先鋒）、猫田（次鋒）、鳥飼（中堅）、上関（副将）、雪村（大将）。また顧問に、やはり『ウチコミ!!』に登場していた八乙女真千華先生らしき人物が描かれている。

### 幸徳学園高校
大阪の高校。未知達が2年目に出場した金鷲旗大会で初出場。新設されたばかりの学校だが、2回戦で優勝候補の東体大福岡高校に勝利したことで会場中の注目を集める。青葉西高校と3回戦で対戦する。メンバーそれぞれが事情で空白の中学時代を送ったが、全員が同じ明日華道場出身で、小学生時代に全国大会を経験しており、高校で再集結。同じ大阪出身の立川学園・真島光をして「ヤバイ子らが戻ってきた」と言わしめている。
大凪雫（おおなぎ しずく）
金鷲旗大会で先鋒で出場。体が一番大きく技術や体力ではメンバー中トップクラスだが気が弱いところがあり強気が求められていた。本人も変わりたい気持ちがあり、強気が求められる先鋒を志願する。
梅原夏命名の異名は「燃やすな危険」。
猿渡千登勢（さるわたり ちとせ）
金鷲旗大会で次鋒で出場。体勢を低くした変則的な構えと変則的な姿勢からの、捨て身技と寝技の連携を得意としている。小学生時代から得意とするその戦法に加え、身長が大きく伸びた現在はそれを布石（フェイント）として、大猿と評される豪快に上から組み仕掛ける戦法も身に付けている。
加賀美樹里（かがみ じゅり）
金鷲旗大会で中堅で出場。市立豊山中学校時代は明日華道場へ通うのをやめ学校にも柔道部はなくギターをやっていた。猿渡に誘われ柔道を再開するために高校は幸徳学園に進学する。自身の柔道の才能の無さを自覚しながらも、自分に対するむかつき・後悔・嫉妬を「ひたすら自分に火をくべる、才能（あいて）が火傷するほど」の炎・熱さ・闘志として「あんたのええとこ」と鳳に買われている。
折原舞（おりはら まい）
金鷲旗大会で副将で出場。東大を狙える学力を自負しどこの高校からでも東大を狙えるとして、加賀美と同じ市立豊山中学校から幸徳学園に進学する。試合の流れを読み相手を誘導することを得意とする策士。金鷲旗大会2回戦で対戦し引き分けた東体大福岡の黒田からは、見事にミッションを達成した「完璧な仕事師」と称される。幸徳のチームメイトからはめんどくさそうな顔やヤレヤレ感、やる気がなさそう、捻くれていて認めない等と言われるが、寝言でチームメイトの名前を呟いたり試合時にはチームメイト5人のイメージカラーのヘアゴムで髪をまとめたりするなど人一倍友情を大事にしている。
大和忍（やまと しのぶ）
金鷲旗大会で大将で出場。2回戦の対・東体大福岡戦では、相手の大将でキャプテンの重量級エース・野々宮から完璧な一本勝ちをしている、幸徳学園最強のエース。明日華道場へ通っていた小学生時代には全国入賞しながらも、家庭の事情でスカウトを断り柔道部のない中学校へ進学した。小学生時代から大会の表彰式の後に男子優勝者にいきなり勝負を挑み、中学時代にはいろいろな学校や道場に道場破りをするなど無礼さが目立ち界隈では煙たがられていたが、鳳先生に拾われ、幸徳学園に進学する。博多南高校の梅原からは「浪速狂戦士（なにわバーサーカー）」の異名で呼ばれる。
エル
未知の2学年年下。メルと双子。ツインテールの二つ結びの先が上がっており、表情も眉毛が上がっている。
メル
未知の2学年年下。エルと双子。ツインテールの二つ結びの先が下がっており、表情も眉毛が下がっている。
鳳陽（おおとり よう）
幸徳学園高校柔道部の女顧問。勝ち気な性格でメンバーに発破を掛ける。自身も双清高校の現役時代に金鷲旗大会に出場していた経験がある。

### 嘉茂北高校
広島の高校。未知達が2年目に出場した金鷲旗大会で3回戦を勝ち上がりベスト16に進出。青葉西高校と4回戦で対戦。全員が3年生で下の代の入部がなかったため、金鷲旗大会を柔道部最後の大会・最後の代とし、そして最後の目標としての悲願のベスト8進出を狙う。
毛利彩加（もうり あやか）
嘉茂北高校キャプテン。次鋒で出場。チームメイトからは「モーリー」のニックネームで呼ばれる。左組み。体落としと大内刈りが得意。
成瀬秋帆（なるせ あきほ）
先鋒で出場。
辰巳礼央（たつみ れお）
中堅で出場。個人戦-48kg級広島県2位の実力者。チームメイトからは「たっちゃん」と呼ばれている。
新海真弓（しんかい まゆみ）
副将で出場。個人戦-63kg級広島県チャンピオンで、春の高校選手権では全国ベスト8になっている実力者。チームメイトからは「マユ」と呼ばれている。
高校卒業後は平成武道大学に進学し、天音と同じ柔道部に所属しチームメイトとなる。
大松由里（おおまつ ゆり）
大将で出場。チームメイトからは「松子」のニックネームで呼ばれる。寝技の強さに関して皆から信頼を置かれている。

### 武蔵望高校
埼玉県の高校。作中1年目のインターハイ予選埼玉県大会では、所属選手が個人戦-52級で準優勝している。
内田（うちだ）
-48kg級の選手。作中2年目のインターハイ県予選の個人戦2回戦で未知と対戦し、延長14分の激戦を繰り広げている。作中2年目の新人戦の団体1回戦・先鋒戦では姫コと対戦する。父親が警察官で、南雲の父親・南雲一心と同僚同士。
佐久間（さくま）
作中2年目の新人戦団体1回戦・中堅戦で司と対戦する。
岬千恵美（みさき ちえみ）
中学時代には-48kg級の埼玉県チャンピオン。作中2年目のインターハイ県予選の個人戦-48kg級で霞ヶ丘の妹尾と互角に戦っている。作中2年目の新人戦団体1回戦・大将戦では未知と対戦する。
フルネームは202話での聖条高校・樹崎優子のイメージトレーニング時の分析内容より判明。
紀里谷（きりや）
作中3年目のインターハイ県予選の団体戦では中堅にエントリー。

### 児珠高校
埼玉県の高校。作中2年目のインターハイ予選埼玉県大会では、所属選手が個人戦-63級で優勝している。作中2年目の県新人戦においても団体戦で上位入賞している。作中3年目の金鷲旗大会にも出場。
風間美久（かざま みく）
未知の一学年上。作中2年目のインターハイ埼玉県大会の個人戦-63kg級で優勝。
車谷理沙（くるまや りさ）
未知と同じ学年の児珠のキャプテン。-70kg級の選手と思われる。3年目金鷲旗では大将で出場。
羽柴（はしば）
児珠高校柔道部員。-57kg級の選手。3年目金鷲旗では副将で出場。
虚淵（うろぶち）
児珠高校柔道部員。3年目金鷲旗では中堅で出場。
相田（あいだ）
児珠高校柔道部員。3年目金鷲旗では先鋒で出場。
摂津（せっつ）
児珠高校柔道部員。3年目金鷲旗では次鋒で出場。

### 和公高校
埼玉県の高校。作中2年目の県新人戦・団体戦においては2回戦で青葉西高校と対戦。また作中3年目の金鷲旗大会にも出場し2回戦で立川学園と対戦する。
白幡（しらはた）
作中2年目の新人戦では先鋒。インターハイ予選埼玉県大会では大将。金鷲旗では次鋒に出場。
音無（おとなし）
作中2年目の新人戦では中堅。インターハイ予選埼玉県大会では先鋒。金鷲旗では副将に出場。
岩清水（いわしみず）
作中2年目の新人戦では大将。インターハイ予選埼玉県大会では中堅。金鷲旗では大将に出場。
真利子（まりこ）
作中3年目の金鷲旗では先鋒で出場。
崔（さい）
作中3年目の金鷲旗では中堅で出場。

### 足立学院高校
東京都の高校。未知が2年時に参加した金鷲旗大会ではベスト8の成績。
京極雅（きょうごく みやび）
未知の1学年上の代の足立学院のキャプテン。-57kg級の選手。東京の強豪校同士で行われる合同練習では唯一引退後の3年生で参加。3年間で一度も練習試合の勝ち上がりのAランクから落ちたことがない。全国大会では日本一にはなれなかったが、東京都の-57kg級では立学の優勝を阻み続け代表を勝ち取ってきた強者。圧力や激しさはないが一手一手が丁寧で虎視眈々とした凄みのある組み手と、変則や特殊ではない超王道の基本技での試合の組み立てを得意とする。高校卒業後は日明館大学に進学している。
瓜生あずき（うりゅう あずき）
未知達と同学年の代の足立学院柔道部キャプテン。-48kg級の選手。2年時の高校選手権では東京代表として個人戦-48㎏級で全国大会に出場している。2年目金鷲旗では次鋒で出場。3年目金鷲旗では副将で出場。
梅原夏命名の異名は「静かなる主将（ドン）」。
雲雀翼（ひばり つばさ）
未知達と同学年。足立学院のエース。-57kg級の選手。2年時の高校選手権では全国大会で優勝している。青葉西の永遠を意識しており、合同練習でも永遠との対戦を避け続ける。2年目金鷲旗では怪我でレギュラーメンバー入りしなかったが、3年目金鷲旗では絶対的エースとして大将で出場。
東京の足立区出身で、0歳から柔道場で育ち、柔道歴＝年齢の生まれた時から柔道家の自負を持っている。足立区の生まれから足立学院に進み、地元の熱烈な応援を受けている。
梅原夏命名の異名は「下町の希望」。
海原萌（かいばら もえ）
未知達と同学年。足立学院の重量級選手。足立で一番強いと自称し、雲雀からは足立で一番「デカい」と訂正されライバル心を持つ。2年目金鷲旗では中堅で出場。3年目金鷲旗では温存メンバーとして3回戦で交代し先鋒で出場。スロースターターであることを自他共に認めており、また強者相手にはギアチェンジをして積極的な組み手での攻撃的な戦法に切り替える。
梅原夏命名の異名は「パワフル萌」。
叶（かのう）
足立学院柔道部員。作中2年目の金鷲旗では先鋒で出場。3年目金鷲旗ではオーダー表に名前は無いが、先鋒で海原と交代したかもう一人の温存要員だったかは不明。
藤咲瑠美奈（ふじさき るみな）
足立学院柔道部員。3年目金鷲旗では中堅で出場。
真矢（まや）
足立学院柔道部員。3年目金鷲旗では次鋒で出場。
間宮千里（まみや せんり）
足立学院の女監督。中学時代から永遠の才能を買っており、足立学院へのスカウトを行っていた。自身の現役時代の経験から、才能のある子にはふさわしい環境に行ってほしいという、選手自身の将来のためにスカウトに力を入れている。

### 帝興高校
東京都の高校。全国大会上位入賞常連の強豪校。
香椎充希（かしい みつき）
未知達と同学年の帝興高校柔道部キャプテン。東京都の合同練習に参加し、その際の東京Aランクの実力者。
梅原夏命名の異名は「捨て身の帝王」。
遊佐真実（ゆさ まこと）
未知達と同学年。東京都の合同練習に参加し、その際の東京Aランクの実力者。
梅原夏命名の異名は「巻き込みの帝王」。
小紫笑美（こむらさき えみ）
未知達と同学年。東京都の合同練習に参加。立学の小田桐と知己の仲で、小田桐が悔しがるのを見るのが好きと語るお調子者。
柱谷好（はしらたに このみ）
未知達の2学年下。期待の重量級1年生。
鶴巻（つるまき）
帝興高校柔道部員。
久我（くが）
帝興高校柔道部員。
冴島（さえじま）
帝興高校柔道部員。
吉良良秀（きら よしひで）
帝興高校柔道部の顧問の男性教師。普段は超爽やかでモテそうだと周りの部員の生徒からも見られているが、時に見せる小悪党顔が玉に瑕。青葉西との合同練習の際に立川学園の情報を探ろうとし、夏目先生にもその表情を見せている。

### 国修館高校
東京都の高校。東京都四強の強豪校。
初音里桜（はつね りお）
梅原夏命名の異名は「国修館の稲妻」。

### 慶愛高校
福岡県の高校。作中2年目の金鷲旗大会ではベスト4の強豪校。
碇心美（いかり ここみ）
未知達の1学年上の代の慶愛高校柔道部キャプテン。作中2年目の金鷲旗大会では大将で出場し活躍。
高校卒業後は平成武道大学に進学し、天音と同じ柔道部に所属しチームメイトとなる。
相楽（さがら）
未知達の同学年の代の慶愛高校柔道部キャプテン。
石動佐奈（いしどう さな）

### 淑川学園高校
兵庫県の高校。作中2年目の金鷲旗大会ではベスト16の強豪校。
嵐山（あらしやま）
未知達の1学年上の代の淑川学園高校柔道部キャプテン。作中2年目の金鷲旗大会では先鋒に出場し活躍。
高校卒業後は平成武道大学に進学し、天音と同じ柔道部に所属しチームメイトとなる。
秋庭（あきば）
淑川学園高校柔道部員。-48kg級全国3位で、作中2年目の金鷲旗大会では次鋒に出場。
鳴宮（なるみや）
淑川学園高校柔道部員。-63kg級全国1位で、作中2年目の金鷲旗大会では中堅に出場。

### 富士学院高校
山梨県の高校。作中2年目の金鷲旗大会ではベスト16の強豪校。
竜崎（りゅうざき）
未知達の1学年上の代の富士学院高校柔道部キャプテン。作中1年目の高校選手権の個人戦においては-52kg級の全国チャンピオンになっている。作中2年目の金鷲旗大会では大将に出場し活躍。霞ヶ丘の天音とは、作中1年目の高校選手権個人戦と、作中2年目の金鷲旗4回戦の大将決戦で対戦する。

### 上海柔道館
中国上海市の高校。作中3年目の金鷲旗大会で青葉西高校と初戦一回戦で当たる。聖条学園を卒業し上海大学に進学した九条真理愛がコーチを務めている。
劉桜綾（リウ ヨウリン）
青葉西に最初に挨拶をするなどチームのリーダー格。先鋒で出場。
範
次鋒で出場。
朱
中堅で出場。
陳鈴玉（チン リンユー）
副将で出場。
武雅文（ムゥ ヤーウェン）
大将で出場。コーチの真理愛からは「強さは本物」「日本柔道界の刺激になり得ると思われた才能」と評価されている。

### 御所河原高校
青森県の高校。作中3年目の金鷲旗大会で青葉西高校と3回戦で当たる。初出場ながら2回戦で強豪校の大阪・東体大陵星高校に勝利し念願の青葉西との対戦に挑む。
日乃環（ひの たまき）
未知の1学年年下。先鋒で出場。チームメイトからはピノの愛称で呼ばれる。修鳴女学院の嬉野仁子のユーチューブチャンネルの大ファン。嬉野の活躍に触発され金鷲旗出場を目標に掲げ、顧問から出場の承諾を得るために練磨し、青森県大会で入賞する成長を遂げる。金鷲旗前大会において嬉野に勝利した南雲を強く意識している。
梅原夏命名の異名は「津軽の熱風」。
小室嬉希（こむろ きき）
未知の2学年年下。次鋒で出場。チームメイトからはキキの愛称で呼ばれる。占いを趣味・特技とし、チームメイト達の対戦のアドバイスに組み込んでいる。
源文（みなもと ふみ）
未知の2学年年下。中堅で出場。チームメイトからは源（げん）ちゃんの愛称で呼ばれる。攻めの技のキレは無いが、受けの強さとそこからの返し技に関しては強豪・東体大栄の七海以上ではと南雲から評される。
草刈清風（くさかり きよか）
副将で出場。チーム内ではさり気なく皆を鼓舞し支え、おそらく未知と同学年。上下左右の多彩な背負いを得意とする未知と同じタイプ。
仁井奈泉（にいな いずみ）
未知の1学年年下。大将で出場。チームメイトからはニーナの愛称で呼ばれる。高校卒業後は東京に出て夢を目指すため、夕方のコンビニや早朝の新聞配達などのバイトをしながら部活と両立させる苦学生。柔道の実力も高く、2回戦の東体大陵星戦では大将対決で勝ち星を上げている。

### 大聖高校
愛知県の学校。青葉西高校が初出場の前年の金鷲旗大会で、女子の部で優勝しており、作中1年目の金鷲旗大会開会式では女子の部の選手宣誓を行っている。
小鹿日葵（こじか ひまり）

### 東体大陵星高校
大阪府の学校。
瀬川燈子（せがわ とうこ）

### 河北中学校
埼玉県の中学校。永遠と天音の出身校。
寺嶋（てらしま）
永遠と天音の後輩に当たる、生意気な口を利く口が達者な柔道部員。単行本21巻180話・181話においては柔道着の下にインナーのTシャツを着ておらず男子生徒と思われる描写だが、207話にて、青葉西の女性向け学生服に似た格好で登場している。

## 書誌情報
- 村岡ユウ 『もういっぽん！』 秋田書店〈少年チャンピオン・コミックス〉、全30巻
  1. 2019年2月8日発売[23]、ISBN 978-4-253-22803-9
  2. 2019年5月8日発売[24]、ISBN 978-4-253-22804-6
  3. 2019年7月8日発売[25]、ISBN 978-4-253-22805-3
  4. 2019年9月6日発売[26]、ISBN 978-4-253-22817-6
  5. 2019年11月8日発売[27]、ISBN 978-4-253-22818-3
  6. 2020年2月7日発売[28]、ISBN 978-4-253-22819-0
  7. 2020年4月8日発売[29]、ISBN 978-4-253-22820-6
  8. 2020年7月8日発売[30]、ISBN 978-4-253-22844-2
  9. 2020年9月8日発売[31]、ISBN 978-4-253-22845-9
  10. 2020年12月8日発売[32]、ISBN 978-4-253-21635-7
  11. 2021年2月8日発売[33]、ISBN 978-4-253-21639-5
  12. 2021年4月8日発売[34]、ISBN 978-4-253-21640-1
  13. 2021年7月8日発売[35]、ISBN 978-4-253-21712-5
  14. 2021年8月6日発売[36]、ISBN 978-4-253-21714-9
  15. 2021年10月8日発売[37]、ISBN 978-4-253-21724-8
  16. 2021年12月8日発売[38]、ISBN 978-4-253-21868-9
  17. 2022年3月8日発売[39]、ISBN 978-4-253-21869-6
  18. 2022年5月6日発売[40]、ISBN 978-4-253-21870-2
  19. 2022年7月7日発売[41]、ISBN 978-4-253-21871-9
  20. 2022年10月6日発売[42]、ISBN 978-4-253-21890-0
  21. 2023年1月6日発売[43]、ISBN 978-4-253-28306-9
  22. 2023年2月8日発売[44]、ISBN 978-4-253-28307-6
  23. 2023年4月7日発売[45]、ISBN 978-4-253-28308-3
  24. 2023年7月6日発売[46]、ISBN 978-4-253-28309-0
  25. 2023年9月7日発売[47]、ISBN 978-4-253-28310-6
  26. 2023年12月7日発売[48]、ISBN 978-4-253-28311-3
  27. 2024年2月7日発売[49]、ISBN 978-4-253-28312-0
  28. 2024年4月8日発売[50]、ISBN 978-4-253-28313-7
  29. 2024年7月8日発売[51]、ISBN 978-4-253-28314-4
  30. 2024年8月7日発売[52]、ISBN 978-4-253-28315-1

## テレビアニメ
2023年1月から4月までテレビ東京ほかにて放送された。原作の第7巻第58話までの映像化。

### スタッフ
- 原作 - 村岡ユウ[7]
- 監督 - 荻原健[7]
- シリーズ構成・脚本 - 皐月彩[7]
- キャラクターデザイン - 武川愛里[7]
- プロップデザイン - 岡戸智凱
- 美術監督 - 西山正紀[12]
- 美術デザイン - 谷内優穂
- 色彩設計 - のぼりはるこ[12]
- 撮影監督 - 小西庸平[12]
- 編集 - 坂本雅紀[12]
- 音響監督 - 亀山俊樹[12]
- 音楽 - 成田旬[7]
- 音楽制作 - ポニーキャニオン[7]
- 音楽プロデューサー - 中村伸一
- プロデューサー - 上田智輝、斎藤譲（テレビ東京）、上田真澄、鹿志村絵美、武富陵一郎
- アニメーションプロデューサー - 大松裕[12]
- アニメーション制作 -  BAKKEN RECORD[7]
- 製作 - もういっぽん！製作委員会

### 主題歌
「Stand By Me」
Subway Daydreamによるオープニングテーマ。作詞・作曲は藤島裕斗、編曲はSubway Daydreamと坂本夏樹。
「いっぽんみち」
青葉西高校柔道部によるエンディングテーマ。作詞は大森祥子、作曲・編曲は鈴木健太朗。

### 各話リスト
| 話数   | サブタイトル                 | 絵コンテ          | 演出             | 作画監督 | 総作画監督                 | 初放送日      |
| ------ | ---------------------------- | ----------------- | ---------------- | --- | -------------------------- | ------------- |
| 第1話  | いっぽん！                   | 荻原健            | 荻原健           | 武川愛里 河本零王                                                                                                   | 武川愛里                   | 2023年 1月9日 |
| 第2話  | 結成！復活！再始動！         | サトウユーゾー    | サトウユーゾー   | 于庚鑫 李良鵬 王健 謝媚                                                                                             | 藤崎賢二 大前祐美子        | 1月16日       |
| 第3話  | 空気、変えてくれるんです     | 渡辺葉            | 上原秀明         | 柳昇希 李官雨 金慶鎬 柴田健児                                                                                       | 榎本花子 河村涼子 藤崎賢二 | 1月23日       |
| 第4話  | 3人いるから、大丈夫          | 山石腎            | 荻原健           | 柴田健児 榎本花子 河村涼子 李少雷 雨宮英雄 柳昇希 金慶鎬 姜美愛                                                     | 武川愛里 小宮山楓乃        | 1月30日       |
| 第5話  | 気持ちいいですね、柔道って。 | 福島宏之          | 秦義人 朴明煥    | 齊藤里枝 柳昇希 李官雨 金慶鎬 姜美愛 陳亮 劉佩 今関香代子 斎藤春輝                                                  | 藤崎賢二 大前祐美子        | 2月6日        |
| 第6話  | 後悔したくないから           | 上原秀明 内藤大介 | サトウユーゾー   | 那花優統 齊藤里枝 岩永遼太 李少雷 古川博之 高成喆 菅原正視 稲熊剛                                                   | 武川愛里 小宮山楓乃        | 2月13日       |
| 第7話  | 秘密兵器先輩                 | サトウユーゾー    | サトウユーゾー   | 李少雷 柴田健児 齋藤洋平 藤崎賢二 Zhou jing Huang hua                                                               | 武川愛里                   | 2月20日       |
| 第8話  | 夢の続き                     | ナカモトサトシ    | いとがしんたろー | 齊藤里枝 那花優統 小宮山楓乃 大前祐美子                                                                             | -                          | 2月27日       |
| 第9話  | 柔よく剛を制す               | 上原秀明          | 上原秀明         | 満田一 藤崎賢二 柴田健児 周婧 齋藤洋平                                                                              | 藤崎賢二                   | 3月6日        |
| 第10話 | 勝つ以外ある？               | 工藤鉱軌          | 内藤大介         | 齊藤里枝 那花優統 武川愛里 大前祐美子 満田一 柴田健児 藤崎賢二 菅原正視 李少雷 高成喆 李炯鎬 グレーン               | 小宮山楓乃                 | 3月13日       |
| 第11話 | 黄金時代                     | 佐々木誠          | 伊藤浩           | 柳昇希 金慶鎬 李官雨 Zhou jing                                                                                      | 武川愛里                   | 3月20日       |
| 第12話 | 自分史上最強だから           | 福井のぞみ        | サトウユーゾー   | 藤崎賢二 那花優統 齊藤里枝 李少雷 大前祐美子 柴田健児 青木康哲                                                      | -                          | 3月27日       |
| 第13話 | もういっぽん！               | 内藤大介          | 荻原健           | 藤崎賢二 満田一 小宮山楓乃 那花優統 武川愛里 原将治 川島尚 齊藤里枝 李少雷 大前祐美子 青木康哲 高成喆 李炯鎬 猪熊剛 | -                          | 4月3日        |

### 放送局
| 放送期間                | 放送時間                     | 放送局         | 対象地域       | 備考                               |
| ----------------------- | ---------------------------- | -------------- | -------------- | ---------------------------------- |
| 2023年1月9日 - 4月3日   | 月曜 1:35 - 2:05（日曜深夜） | テレビ東京     | 関東広域圏     | 製作参加                           |
| 2023年1月10日 - 4月4日  | 火曜 0:00 - 0:30（月曜深夜） | テレビせとうち | 岡山県・香川県 |                                    |
| 2023年1月12日 - 4月6日  | 木曜 0:30 - 0:59（水曜深夜） | BSテレ東       | 日本全域       | BS/BS4K放送                        |
| 2023年1月13日 - 4月7日  | 金曜 2:35 - 3:05（木曜深夜） | テレビ大阪     | 大阪府         |                                    |
| 2023年1月22日 - 4月16日 | 日曜 23:30 - 月曜 0:00       | AT-X           | 日本全域       | CS放送 / 字幕放送 リピート放送あり |
| 2023年3月1日 - 5月24日  | 水曜 7:00 - 7:30             | テレビ和歌山   | 和歌山県       |                                    |

| 配信開始日    | 配信時間                     | 配信サイト |
| ------------- | ---------------------------- | --- |
| 2023年1月9日  | 月曜 2:05（日曜深夜）更新    | dアニメストア DMM TV |
| 2023年1月12日 | 木曜 0:00（水曜深夜）更新    | ABEMAビデオ Amazon Prime Video アニメタイムズ auスマートパスプレミアム バンダイチャンネル dTV FOD Hulu J:COMオンデマンドメガパック milplus Paravi TELASA U-NEXT クランクイン！ビデオ GYAO!ストア ニコニコチャンネル Rakuten TV ビデオマーケット GYAO! TVer |
|               | 木曜 3:30 - 4:00（水曜深夜） | ABEMA |
|               | 木曜 20:30 - 21:00           | ニコニコ生放送 |

### BD / DVD
| 巻 | 発売日        | 収録話          | 規格品番   | 規格品番     | 規格品番   |
| 巻 | 発売日        | 収録話          | BD         | BDきゃにめ版 | DVD        |
| -- | ------------- | --------------- | ---------- | ------------ | ---------- |
| 1  | 2023年3月29日 | 第1話 - 第4話   | PCXP-50961 | SCXP-00151   | PCBP-54741 |
| 2  | 2023年4月26日 | 第5話 - 第7話   | PCXP-50962 | SCXP-00152   | PCBP-54742 |
| 3  | 2023年5月24日 | 第8話 - 第10話  | PCXP-50963 | SCXP-00153   | PCBP-54743 |
| 4  | 2023年6月21日 | 第11話 - 第13話 | PCXP-50964 | SCXP-00154   | PCBP-54744 |